# باتريك بلوندو
باتريك بلوندو (27 يناير 1968

 في مرسيليا) (بالفرنسية: Patrick Blondeau)‏ لاعب كرة قدم فرنسي معتزل كان يجيد اللعب في خط الدفاع .
لعب بلوندو في أندية مارتيغ (1987-1989) موناكو (1989-1997) شيفيلد وينزداي الإنجليزي (1997-1998) بوردو (1998) مرسيليا (1998-2001) واتفورد الإنجليزي (2001-2002) كريتيل (2002-2005) .
شارك بلوندو مع منتخب فرنسا في مباراتين دوليتين من دون أن ينجح في تسجيل أي هدف في سنة 1997 .

## روابط خارجية
- باتريك بلوندو على موقع قاعدة بيانات كرة القدم.إي يو (الإنجليزية)
- باتريك بلوندو على موقع ليكيب (الفرنسية)
- باتريك بلوندو على موقع ناشيونال فوتبول تيمز (الإنجليزية)
- باتريك بلوندو على موقع عالم كرة القدم.نت (الإنجليزية)